# Phil Baroni
Philip George Baroni (Long Island, Nueva York; 16 de abril de 1976), más conocido como Phil Baroni, es un artista marcial mixto, kickboxer, boxeador y luchador profesional estadounidense. Baroni compitió en UFC, PRIDE FC, Strikeforce, Cage Rage, DREAM, EliteXC, Bellator MMA, BKFC y ONE FC.

## Carrera de artes marciales mixtas

### Ultimate Fighting Championship
Baroni debutó en UFC en su segunda pelea profesional, en UFC 30, en Atlantic City, Nueva Jersey. La pelea fue contra el especialista en golpes Curtis Stout, y Baroni ganó por decisión unánime. Baroni estaba invicto 3-0 antes de conseguir su segunda pelea con UFC en UFC 34 contra Matt Lindland, con quien Baroni desarrollaría una rivalidad. Baroni perdió la pelea por decisión y sufrió su primera derrota profesional. Sin embargo, Baroni rápidamente se haría un nombre en UFC con varias victorias notables, destacando una victoria por KO sobre el ex campeón de peso mediano de UFC Dave Menne el 27 de septiembre de 2002.
Baroni luego tuvo una revancha con Matt Lindland, ante quien había perdido anteriormente por decisión de los jueces. En su revancha, Baroni sufrió una segunda derrota ante Lindland por decisión. Luego se enfrentó a un compañero de equipo de Matt Lindland, el futuro campeón de peso mediano de UFC, Evan Tanner, en UFC 45. Baroni dominó el comienzo del partido contra Tanner, pero cuando la pelea se detuvo para controlar un corte en Tanner, Tanner recuperó la compostura y el curso de la pelea cambió, lo que llevó al árbitro a detener el combate debido a que Baroni recibió varios golpes estando indefenso en el suelo. Esta decisión fue controvertida ya que el árbitro Larry Landless le había preguntado a Baroni si quería renunciar. Baroni dijo que creyó que le preguntaron si quería continuar y dijo «sí». Landless detuvo la pelea y fue golpeado por un furioso Baroni. Posteriormente, Baroni fue suspendido durante cuatro meses por golpear al funcionario. A su regreso, Baroni consiguió una revancha con Tanner en UFC 48, perdiendo por decisión.
A pesar de perder tres peleas seguidas, UFC enfrentó a Baroni contra el relativamente desconocido Pete Sell. Después de entrenar con Enson Inoue, Baroni dominó desde el principio con numerosos derribos y una pelea dominante de pie; sin embargo, Sell consiguió un estrangulamiento de guillotina y Baroni pareció perder el conocimiento, para posteriormente rendirse por primera vez en su carrera.

### PRIDE FC
Baroni se unió al equipo Hammer House poco después y se recuperó en la promoción PRIDE Fighting Championships de Japón con varias victorias por nocaut contra Ikuhisa Minowa, Ryo Chonan y Yuki Kondo. El 4 de junio de 2006, Baroni fue derrotado por decisión unánime por Ikuhisa Minowa, con quien había desarrollado una rivalidad, en el torneo Bushido Welterweight Grand Prix de 183 lb (83 kg) en 2005.
El 21 de octubre de 2006, Baroni obtuvo una victoria sobre el boxeador convertido en artista de artes marciales mixtas Yosuke Nishijima con un kimura en el primer asalto en PRIDE 32, el primer evento de PRIDE FC en suelo estadounidense.

### Strikeforce
Frank Shamrock y Baroni se enfrentaron en Strikeforce Shamrock vs. Baroni, un evento pago por visión entre EliteXC y Strikeforce de 22 de junio de 2007, después de haberse enfrascado en una guerra de palabras tras la pelea de Shamrock con Renzo Gracie. Shamrock derrotó a Baroni, derribándolo con golpes en el primer asalto y rematándolo con un mataleón en el segundo asalto. Se consideró una victoria por rendición técnica para Shamrock ya que Baroni quedó inconsciente antes de que pudiera rendirse.
Después de la pelea de Shamrock, la Comisión Atlética del Estado de California anunció que Baroni dio positivo por dos tipos de esteroides anabólicos, boldenona y estanozolol. Baroni apeló la multa de 2500 dólares y enfrentó una suspensión de un año. Finalmente, la multa fue confirmada aunque la suspensión se redujo a seis meses.
En su segunda aparición en la promoción, perdió ante Joe Riggs en Strikeforce: Lawler vs. Shields el 6 de junio de 2009 en St. Louis, Missouri, en el Scottrade Center.

### Regreso a UFC
A finales de 2009, Baroni volvió a pelear en UFC. Firmó un contrato de varias peleas y su pelea de regreso fue en UFC 106 el 21 de noviembre de 2009 contra el ganador de TUF 7, Amir Sadollah. Sadollah derrotó a Baroni por decisión unánime.
Baroni estaba programado para enfrentar a John Salter el 28 de agosto de 2010 en UFC 118, sin embargo, se vio obligado a abandonar la cartelera debido a una lesión.
Baroni luego luchó contra el exalumno de TUF 11, Brad Tavares, en UFC 125. Después de derribar a Tavares con un gancho de izquierda temprano, Baroni fue alcanzado con una patada alta en la última parte del asalto y Tavares finalmente aseguró la victoria por nocaut técnico. Después del combate, en una entrevista con Ariel Helwani, Baroni dijo que esperaba ser desvinculado de UFC pero que no renunciaría. Posteriormente, Baroni fue puesto en libertad.
Baroni dejó UFC con un registro de 3 victorias y 7 derrotas.

### ONE Championship
El 18 de julio se anunció que Baroni se enfrentaría a Yoshiyuki Yoshida en ONE Fighting Championship: Champion vs. Champion en el Singapore Indoor Stadium el 3 de septiembre. Baroni perdió la pelea por decisión unánime. Después de la pelea, Baroni fue operado de una lesión en el hombro que lo había afectado desde la universidad.
Baroni estaba programado para enfrentar a Roger Huerta en ONE FC: Destiny of Warriors el 23 de junio, pero fue retirado de la pelea después de su derrota por nocaut técnico ante Chris Holland el 2 de junio.
El 31 de agosto de 2012, Baroni se enfrentó a Rodrigo Ribeiro en ONE FC: Pride of a Nation. Baroni sorprendió a Ribeiro con el primer golpe que lanzó, Baroni persiguió a un Ribeiro tambaleante lanzando fuertes golpes mientras el brasileño retrocedía; Luego, Baroni derribó a Ribeiro con una combinación de golpes y terminó la pelea con patadas y puñetazos apenas sesenta segundos después del primer asalto. Baroni se convirtió en el primer hombre en noquear a Ribeiro; la victoria de 60 segundos marca la primera victoria por nocaut de Baroni en más de cuatro años.
Baroni representó a ONE FC en un programa de intercambio de luchadores en DREAM 18 el 31 de diciembre de 2012 contra Hayato Sakurai. Perdió la pelea por decisión unánime.
Baroni apareció a continuación en la cartelera ONE FC 9: Rise to Power contra Nobutatsu Suzuki. Perdió la pelea por nocaut.

### Bellator MMA
Se anunció el 13 de marzo de 2014 que Baroni había firmado un contrato con Bellator MMA y se esperaba que hiciera su debut contra Jesús Martínez el 2 de mayo de 2014. Sin embargo, Baroni se vio obligado a abandonar la pelea debido se lesionó y fue reemplazado por Ryan Contaldi.
Baroni se enfrentó a Karo Parisyan en su pelea debut en Bellator 122 el 25 de julio de 2014. Perdió la pelea por nocaut técnico en el primer asalto.
Baroni fue desvinculado de la promoción tras defender al artista marcial mixto y criminal War Machine, intentando justificar la violencia doméstica. War Machine era amigo cercano y compañero de entrenamiento de Baroni.

## Arresto por asesinato
Baroni fue arrestado en el estado de Nayarit, México por presuntamente asesinar a su novia a principios de enero de 2023. Su novia fue declarada muerta luego de ser encontrada golpeada, magullada y ensangrentada en una cama luego de una discusión en la que Baroni la arrojó con fuerza dentro de una ducha.
A partir de enero de 2023, Phil Baroni se encuentra detenido en Bahía de Banderas  por el presunto asesinato de su novia.La Fiscalía del estado de Nayarit calificó el caso como feminicidio agravado.

## Récord de artes marciales mixtas
| Récord profesional | Récord profesional | Récord profesional |
| 35 peleas          | 16 victorias       | 19 derrotas        |
| ------------------ | ------------------ | ------------------ |
| Nocaut             | 11                 | 7                  |
| Sumisión           | 2                  | 3                  |
| Decisión           | 3                  | 9                  |

| Resultado | Registro | Oponente          | Método                               | Evento                          | Fecha                    | Asalto | Tiempo    | Localización                                | Notas |
| --------- | -------- | ----------------- | ------------------------------------ | ------------------------------- | ------------------------ | ------ | --------- | ------------------------------------------- | ----- |
| Derrota   | 16-19    | Sai Wang          | Rendición (rear-naked choke)         | Rebel FC 9                      | 7 de septiembre de 2019  | 1      | 4:10      | Shanghái, China                             |       |
| Victoria  | 16-18    | Matt Lagler       | TKO (golpes)                         | KOTC: Under Siege               | 4 de mayo de 2018        | 1      | 0:24      | Alpine, California, Estados Unidos          |       |
| Derrota   | 15-18    | Karo Parisyan     | TKO (golpes)                         | Bellator 122                    | 25 de julio de 2014      | 1      | 2:06      | Temecula, California, Estados Unidos        |       |
| Derrota   | 15-17    | Nobutatsu Suzuki  | TKO (golpes)                         | ONE FC: Rise to Power           | 31 de mayo de 2013       | 1      | 4:17      | Pasay, Filipinas                            |       |
| Derrota   | 15-16    | Hayato Sakurai    | Decisión (unánime)                   | DREAM 18                        | 31 de diciembre de 2012  | 3      | 5:00      | Tokio, Japón                                |       |
| Victoria  | 15-15    | Rodrigo Ribeiro   | TKO (patadas de fútbol y golpes)     | ONE FC: Pride of a Nation       | 31 de agosto de 2012     | 1      | 1:00      | Manila, Filipinas                           |       |
| Derrota   | 14-15    | Chris Holland     | TKO (golpes)                         | Ring of Fire 43: Bad Blood      | 2 de junio de 2012       | 2      | 2:50      | Denver, Colorado, Estados Unidos            |       |
| Derrota   | 14-14    | Yoshiyuki Yoshida | Decisión (unánime)                   | ONE FC 1: Champion vs. Champion | 3 de septiembre de 2011  | 1      | 4:20      | Kallang, Singapur                           |       |
| Victoria  | 14-13    | Nick Nolte        | Decisión (unánime)                   | Titan Fighting Championships 17 | 25 de marzo de 2011      | 3      | 5:00      | Kansas City, Kansas, Estados Unidos         |       |
| Derrota   | 13-13    | Brad Tavares      | KO (rodillazos y golpes)             | UFC 125                         | 1 de enero de 2011       | 1      | 4:20      | Las Vegas, Nevada, Estados Unidos           |       |
| Derrota   | 13-12    | Amir Sadollah     | Decisión (unánime)                   | UFC 106                         | 21 de noviembre de 2009  | 3      | 5:00      | Las Vegas, Nevada, Estados Unidos           |       |
| Derrota   | 13-11    | Joe Riggs         | Decisión (unánime)                   | Strikeforce: Lawler vs. Shields | 6 de junio de 2009       | 3      | 5:00      | St. Louis, Misuri, Estados Unidos           |       |
| Victoria  | 13-10    | Olaf Alfonso      | Decisión (unánime)                   | PFC 10: Explosive               | 27 de septiembre de 2008 | 3      | 5:00      | Lemoore, California, Estados Unidos         |       |
| Victoria  | 12-10    | Ron Verdadero     | TKO (golpes)                         | ICON Sport: Hard Times          | 2 de agosto de 2008      | 1      | 0:51      | Honolulu, Hawái, Estados Unidos             |       |
| Victoria  | 11-10    | Scott Jansen      | KO (golpe)                           | Cage Rage 27                    | 12 de julio de 2008      | 1      | 3:20      | Londres, Inglaterra, Reino Unido            |       |
| Derrota   | 10-10    | Joey Villaseñor   | TKO (golpes)                         | EliteXC: Primetime              | 31 de mayo de 2008       | 5      | 1:45      | Honolulu, Hawái, Estados Unidos             |       |
| Derrota   | 10-9     | Kala Hose         | TKO (golpes)                         | ICON Sport: Baroni vs. Hose     | 15 de marzo de 2008      | 5      | 1:45      | Honolulu, Hawái, Estados Unidos             |       |
| Derrota   | 10-8     | Frank Shamrock    | Rendición técnica (rear-naked choke) | Strikeforce Shamrock vs. Baroni | 22 de junio de 2007      | 2      | 4:00      | San José, California, Estados Unidos        |       |
| Victoria  | 10-7     | Yosuke Nishijima  | Rendición técnica (kimura)           | PRIDE 32                        | 21 de octubre de 2006    | 1      | 3:20      | Las Vegas, Nevada, Estados Unidos           |       |
| Derrota   | 9-7      | Kazuo Misaki      | Decisión (unánime)                   | PRIDE Bushido 11                | 4 de junio de 2006       | 2      | 5:00      | Saitama, Japón                              |       |
| Victoria  | 9-6      | Yuki Kondo        | KO (golpe)                           | PRIDE Bushido 10                | 2 de abril de 2006       | 1      | 0:25      | Tokio, Japón                                |       |
| Derrota   | 8-6      | Ikuhisa Minowa    | Decisión (unánime)                   | PRIDE Bushido 9                 | 25 de septiembre de 2005 | 2      | 5:00      | Tokio, Japón                                |       |
| Victoria  | 8-5      | Ryo Chonan        | KO (golpe)                           | PRIDE Bushido 8                 | 17 de julio de 2005      | 1      | 1:40      | Nagoya, Japón                               |       |
| Victoria  | 7-5      | Ikuhisa Minowa    | TKO (pisotones)                      | PRIDE Bushido 7                 | 22 de mayo de 2005       | 2      | 2:04      | Tokio, Japón                                |       |
| Victoria  | 6-5      | Chris Cruit       | Rendición (armbar)                   | Extreme Fighting Challenge 11   | 5 de marzo de 2005       | 2      | sin datos | Columbus, Ohio, Estados Unidos              |       |
| Derrota   | 5-5      | Pete Sell         | Rendición (guillotine choke)         | UFC 51                          | 5 de febrero de 2005     | 3      | 4:19      | Las Vegas, Nevada, Estados Unidos           |       |
| Derrota   | 5-4      | Evan Tanner       | Decisión (unánime)                   | UFC 48                          | 19 de junio de 2004      | 3      | 5:00      | Las Vegas, Nevada, Estados Unidos           |       |
| Derrota   | 5-3      | Evan Tanner       | TKO (golpes)                         | UFC 45                          | 21 de noviembre de 2003  | 1      | 4:42      | Uncasville, Connecticut, Estados Unidos     |       |
| Derrota   | 5-2      | Matt Lindland     | Decisión (mayoría)                   | UFC 41                          | 28 de febrero de 2003    | 3      | 5:00      | Atlantic City, Nueva Jersey, Estados Unidos |       |
| Victoria  | 5-1      | Dave Menne        | KO (golpes)                          | UFC 39                          | 27 de septiembre de 2002 | 1      | 0:18      | Uncasville, Connecticut, Estados Unidos     |       |
| Victoria  | 4-1      | Amar Suloev       | TKO (golpes)                         | UFC 37                          | 10 de mayo de 2002       | 1      | 2:55      | Bossier City, Louisiana, Estados Unidos     |       |
| Derrota   | 3-1      | Matt Lindland     | Decisión (mayoría)                   | UFC 34                          | 2 de noviembre de 2001   | 3      | 5:00      | Las Vegas, Nevada, Estados Unidos           |       |
| Victoria  | 3-0      | Robert Sarkozi    | TKO (golpes)                         | WMMAA 1: MegaFights             | 10 de agosto de 2001     | 1      | 1:05      | Atlantic City, Nueva Jersey, Estados Unidos |       |
| Victoria  | 2-0      | Curtis Stout      | Decisión (unánime)                   | UFC 30                          | 23 de febrero de 2001    | 2      | 5:00      | Atlantic City, Nueva Jersey, Estados Unidos |       |
| Victoria  | 1-0      | John Hayes        | TKO (golpes)                         | Vengeance at the Vanderbilt 9   | 5 de agosto de 2000      | 1      | 0:35      | Plainview, Nueva York, Estados Unidos       |       |